# Zwiastowanie św. Annie
Zwiastowanie św. Annie – fresk autorstwa Giotto di Bondone namalowany ok. 1305 roku dla kaplicy Scrovegnich w Padwie.
Jeden z 40 fresków namalowanych przez Giotta w kaplicy Scrovegnich należący do cyklu scen przedstawiających życie Joachima i Anny, Marii oraz Chrystusa. Historia rodziców Marii i jej samej pochodziła głównie z trzynastowiecznej Złotej legendy autorstwa Jakuba de Voragine'a oraz z Protoewangelii Jakuba z II wieku.

I oto Anioł Pański stanął i rzekł: "Anno, Anno. Wysłuchał Pan Bóg modlitwę twoją. Poczniesz i porodzisz, a potomstwo twoje będzie przepowiadane po całej ziemi". rzekła Anna: "Na Boga żywego, czy zrodzę chłopca, czy dziewczynkę, zawiodę je w darze Panu, Bogu mojemu, i dziecko to będzie Mu służyło po wszystkie dnie swego żywota" (Protoewangelia Jakuba 4, 35-41)

Giotto umiejscowił scenę w domu o sześciennym kształcie. Pośrodku pokoju klęczy Anna, odznacza się bardzo plastycznym, światłocieniowym modelunkiem. Jej dłonie złożone są do modlitwy. Na jej twarzy namalowanej delikatnymi pociągnięciami pędzla, rysuje się wzruszenie nowiną. Nad jej głową po prawej stronie w oknie, ukazuje się anioł. Ukazanie go w taki sposób było nowatorskim rozwiązaniem artysty. W pomieszczeniu, skromnie umeblowanym, znajduje się kilka przedmiotów codziennego użytku, namalowane z dużą dokładnością. Giotto bardzo często malował takie przedmioty, z wielką starannością oddając wszelkie charakterystyczne szczegóły. Po lewej stronie, na krużganku, siedzi służebna z wrzecionem, snująca przędzę. Jej postać jest dość masywna. Fałdy sukni uwypuklają jeszcze jej kształty i kąt między tułowiem a kolanami.